# Ocean Pines
Ocean Pines is een plaats (census-designated place) in de Amerikaanse staat Maryland, en valt bestuurlijk gezien onder Worcester County.

## Demografie
Bij de volkstelling in 2000 werd het aantal inwoners vastgesteld op 10.496.

## Geografie
Volgens het United States Census Bureau beslaat de plaats een oppervlakte van
24,1 km², waarvan 17,6 km² land en 6,5 km² water.

## Plaatsen in de nabije omgeving
De onderstaande figuur toont nabijgelegen plaatsen in een straal van 12 km rond Ocean Pines.